# Каспар III Шлик фон Басано-Вайскирхен
Каспар III Шлик фон Пасаун/Басано-Вайскирхен (на немски: Kaspar III Schlick von Passaun/Bassaun-Weisskirchen; * ок. 1505/1506; † 1549/1575) от „род Шлик“, е граф на Пасаун (Басано дел Грапа, Италия) и Вайскирхен („Холич“ в Словакия) и в Хауенщайн, Шлакенверт (Остров над Охри), Карлови Вари.

## Произход
Той е син на граф Хайнрих Шлик III фон Басано/Пасаун и Вайскирхен († 1528) и Хиполита фон Хоенлое († сл. 1524), дъщеря на граф Йохан фон Хоенлое-Вайкерсхайм († 1509) и Елизабет фон Лойхтенберг († 1516). Внук е на граф Каспар II Шлик фон Басано-Вайскирхен († пр. 1516) и Елизабет фон Гутенщайн († 1507). Брат е на граф Хайнрих IV фон Басано/Пасаун и Вайскирхен-Шлакенверт „Младия“(† сл. 1563/сл. 1569), женен на 18 януари 1548 г. за Катарина фон Глайхен-Тона († сл. 1548/сл. 1583).

## Фамилия
Каспар Шлик се жени ок. 1530 г. за фрайин Елизабет фон Вартенберг (* ок. 1515; † 1572), дъщеря на Прокоп фон Вартенберг, господар на Мелник и Волау († 1541) и Анна фон Залхаузен († 1556). Те имат 12 деца:
- Хиполита фон Шлик (* 1553; † 14 октомври 1598), омъжена на 30 ноември 1572 г. за граф Панкрац фон Виндиш-Грец (* 1525; † 20 октомври 1591)
- Валпургис Шлик († 24 декември 1575), омъжена 1526 г. за граф Георг фон Еверщайн-Наугард-Масов (* 1481; † 18 февруари 1553), син на граф Лудвиг II фон Еверщайн († 1502) и Валбург фон Хонщайн-Фирраден
- Сибила Шлик (* ок. 1532, Шлакенверт; † 1565), омъжена ок. 1553 г. за фрайхер Зденек II фон Крайгк, господар на Ландщайн (* ок. 1520; † 1577)
- Доротея Шлик (* ок. 1530/1537; † 1599), омъжена ок. 1543/1554 г. за граф Дитрих фон Куновиц (* ок. 1520; † 4 септември 1582)
- Анна Каролина Шлик (* ок. 1540; † 1594, погребана в Золмус), омъжена за фрайхер Якоб Каспар Колона фон Фьолс-Колона, господар на Енгелсбург, маршал на Грац (* ок. 1540; † 1575/1610)
- Хайнрих Шлик цу Пасаун и Вайскирхен († 24 февруари 1585/1588), женен 1560 г. за графиня Анна Мария Унгнадин, вдовица на Лудвиг (Юилиус) Шлик цу Пасаун и Вайскирхен († 1575)
- Прокоп Шлик цу Пасаун и Вайскирхен († 1604, битка в Холандия)
- Фридрих Шлик цу Пасаун и Вайскирхен († 18 декември 1611), женен I. за Барбара Шенк фон Ландсберг, II. (14 януари 1606) за Мария фон Шьонбург-Валденбург (* 29 август 1584; † 23 април 1628)
- Сибила (I) Шлик († пр. 1568), омъжена за Зденко (I) Кражир фон Кражк (* пр. 1568)
- Урсула Шлик († 1624), омъжена за Кристоф Витцтум фон Аполда († 1620)
- Сузана Шлик (* ок. 1505,1549/1575)
- Катарина Шлик (* ок. 1505,1549/1575)
- Естер Шлик(* ок. 1505,1549/1575)
- Лукреция Шлик (* ок. 1505,1549/1575)